# Acanthocinus validus
Acanthocinus validus là một loài bọ cánh cứng trong họ Cerambycidae.